# Klaus Dinger
Klaus Dinger (24 de marzo de 1946 - 20 de marzo de 2008) fue un músico multiinstrumentista y compositor de rock experimental. Es conocido por haber formado parte de algunas de las bandas más importantes de la escena krautrock, como Kraftwerk, Neu! y La Düsseldorf, entre otras. Dinger es conocido por ser considerado inventor del ritmo "motorik". También se encargó del arte de tapa de los álbumes de Neu! y La Düsseldorf.
Dinger comenzó su carrera como baterista de grupos alemanes influidos por el rock de los años 60. A principios de los años 70 se unió a Kraftwerk, y participaría en el álbum debut del grupo. En 1971 abandonó el grupo junto a Michael Rother (tras varias presentaciones en vivo) por diferencias con Florian Schneider. Inmediatamente, Rother y Dinger formaron Neu! y junto al productor Conny Plank grabaron Neu!, que fue lanzado en 1972. Neu! grabaría tres álbumes hasta su separación en 1975. Uno de los motivos que ayudaron a la separación fue la diferencia de las personalidades y la visión de Dinger y Rother. Dinger, más confrontacional, prefería realizar música más original y agresiva.
El siguiente proyecto de Dinger fue La Düsseldorf, que formó junto a su hermano Thomas Dinger y a Hans Lempe (quienes participaron en Neu! 75, el último álbum de Neu!). El grupo también editaría tres álbumes hasta su separación, pero fue más exitoso comercialmente. Dinger y Rother volverían a trabajar juntos a mediados de los años 80 en Neu! 4, álbum que salió al mercado alrededor de 10 años después sin el permiso de Rother, mientras que Dinger lo considera un lanzamiento "semi-oficial" y no está satisfecho con el mismo.
Dinger también editó en 1985 un álbum solista titulado Néondian, bajo el nombre Klaus Dinger + Rheinita Bella Düsseldorf. Originalmente el álbum iba a ser el cuarto de La Düsseldorf pero fue editado bajo ese nombre por cuestiones contractuales.
Durante los años 90, Dinger formó otro proyecto llamado 	
Die Engel Des Herrn, que editó un álbum. También editó, entre 1996 y 1999, una serie de álbumes con una nueva banda, La! Neu? (cuyo nombre hace referencia a sus bandas anteriores), con el mismo sello japonés que editó Neu! 4, Captain Trip.
Dinger falleció el 20 de marzo de 2008, cuatro días antes de cumplir 62 años, debido a una insuficiencia cardíaca.

## Discografía

### conKraftwerk
- Kraftwerk (álbum) (1970)

### conNeu!
- Neu! (1972)
- Neu! 2 (1973)
- Neu! '75 (1975)
- Neu! 4 (1995)
- 72 Live! (1996)

### conLa Düsseldorf
- La Düsseldorf (1976)
- Viva (1978)
- Individuellos (1981)

### solista (como "Klaus Dinger + Rheinita Bella Düsseldorf")
- Néondian (1985)

### con Die Engel Des Herrn
- Die Engel Des Herrn (1992)
- Die Engel Des Herrn Live! (1995) (como Hippie Punks)

### conLa! Neu?
- Düsseldorf (1996)
- Zeeland (1997)
- Cha Cha 2000 - Live in Tokyo (1998)
- Year of the Tiger (1998)
- Gold Regen (Gold Rain) (1998)
- Live in Tokyo 1996 Vol. 2 (1999)
- Blue (la Düsseldorf 5) (1999)
- Live at Kunsthalle Düsseldorf (2001)